# Armored Core
Armored Core (アーマード・コア?, Āmādo Koa) è una serie di videogiochi a tema robotico-fantascientifico sviluppata da FromSoftware e disponibile per PlayStation, PlayStation 2, PlayStation Portable, PlayStation 3, PlayStation 4, PlayStation 5, Xbox 360, Xbox One, Xbox Series X/S e Microsoft Windows. Il primo capitolo, intitolato semplicemente Armored Core, viene pubblicato nel luglio 1997 per PlayStation. Il più recente Armored Core: VI: Fires of Rubicon, 16º titolo della serie, viene pubblicato nell'agosto 2023 per Playstation 4, PlayStation 5, Xbox One, Xbox Series X/S e Microsoft Windows. Quest'ultimo venne annunciato nel 2022 dalla software house nipponica durante la cerimonia annuale dei Game Awards.
Armored Core è nato da un'idea di Shōji Kawamori, regista e autore di anime, nonché mecha designer giapponese.

## Descrizione
Tutti i titoli della serie Armored Core offrono al giocatore la simulazione di pilotaggio di mecha-robot di grandi dimensioni e armati per il combattimento, denominati proprio Armored Core (spesso abbreviato in AC). Il termine Core si riferisce al torace dei suddetti robot, che è anche centro di comando e abitacolo per il pilota (ciò è confermato da una sequenza filmata in Armored Core: Last Raven).
Il giocatore costruisce il suo AC usando varie parti, potendo scegliere fra diversi tipi di teste, toraci, braccia, gambe, generatori, armi che possono essere comprate in un negozio o trovate mentre si sta svolgendo una missione, o ancora fornite come ricompensa per aver raggiunto un dato traguardo. I soldi necessari per l'acquisto delle parti in negozio vengono guadagnati dal giocatore nelle missioni, spesso in maniera proporzionale alla difficoltà di queste ultime, lasciando al giocatore una certa libertà di scelta sull'ordine in cui intende affrontarle.
In tutti i capitoli (esclusi quelli per console di settima generazione, in cui tuttavia la premessa è la medesima) il giocatore veste i panni di un "Raven", membro di un'organizzazione mercenaria, che deve svolgere le missioni per conto di varie corporazioni che gliele propongono. Alla fine di ogni missione (indipendentemente dal fatto che essa sia stata portata a termine o meno), al giocatore viene presentato un resoconto di spese per danni e munizioni, che vengono direttamente sottratte dalla paga della stessa.

## Titoli

### PlayStation
- Armored Core
- Armored Core: Project Phantasma
- Armored Core: Master of Arena

### PlayStation 2
- Armored Core 2
- Armored Core 2: Another Age
- Armored Core 3
- Silent Line: Armored Core
- Armored Core: Nexus
- Armored Core: Nine Breaker
- Armored Core: Last Raven

### PlayStation 3, Xbox 360
- Armored Core 4
- Armored Core: For Answer
- Armored Core V
- Armored Core: Verdict Day

### PlayStation 4, PlayStation 5, Xbox One, Xbox Series X|S, Steam
- Armored Core VI: Fires of Rubicon

### PlayStation Portable
- Armored Core: Formula Front[1]
- Armored Core 3
- Silent Line: Armored Core
- Armored Core: Last Raven

### Telefoni cellulari
- Armored Core: Mobile Mission[2]
- Armored Core: Mobile 2[2]
- Armored Core: Mobile Online[2]
- Armored Core: Mobile 3[2]
- Armored Core: Mobile 4[2]

### Adattamenti
Armored Core: Tower City Blade è un manga di Fujimi Shobō ispirato al videogioco. Il manga è stato serializzato su Dragon Age Pure fra il 14 marzo ed il 14 aprile 2007. Da esso è stato adattato un OAV prodotto dalla Viewworks.